# John Jude Palencar

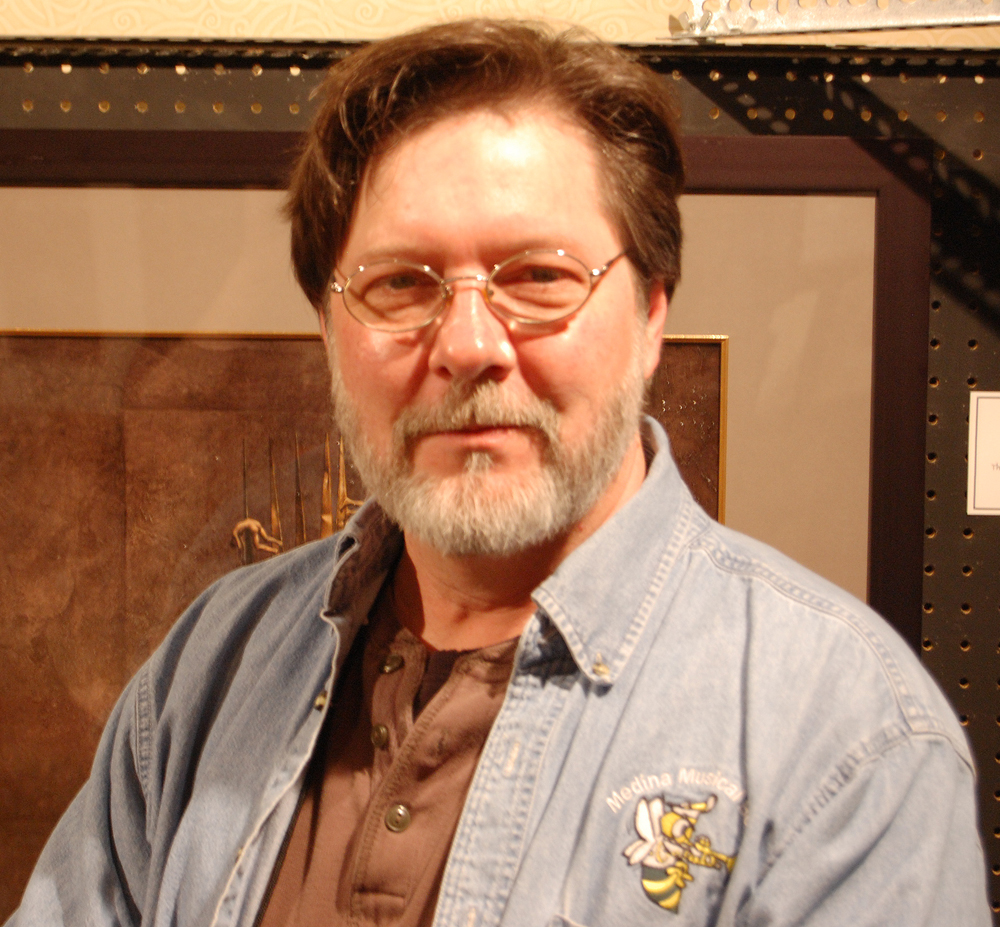
John Jude Palencar (2008)

John Jude Palencar (* 1957 in Fairview Park, Ohio) ist ein US-amerikanischer Maler und Buchillustrator im Bereich der Fantasy-, Science-Fiction- und Horrorliteratur.

## Leben
John Jude Palencar wuchs in der Umgebung von Cleveland, Ohio auf. Er besuchte die Midpark High School, wo er zum ersten Mal von einem Kunstlehrer unterrichtet wurde. Nachdem er einige Kunstpreise gewonnen und Bilder verkauft hatte, entschied er sich für eine künstlerische Karriere. Palencar besuchte das Columbus College of Art and Design in Columbus, Ohio, an dem er 1980 seinen Abschluss machte. Während seiner Zeit am College arbeitete er unter anderem für American Greetings.
Seine Werke wurden auf Hunderten von Buchcovern namhafter internationaler Autoren veröffentlicht, so unter anderem bei Romanen von H. P. Lovecraft, Ursula K. Le Guin, Marion Zimmer Bradley, P. D. James, Charles de Lint, R. L. Stine, Octavia E. Butler, David Brin und Stephen King. Für die Drachenreiter-Tetralogie Eragon von Christopher Paolini gestaltete er die Buchcover von allen vier Bänden (Das Vermächtnis der Drachenreiter, Der Auftrag des Ältesten, Die Weisheit des Feuers, Das Erbe der Macht).
2010 wurde er für den World Fantasy Award in der Kategorie Best Artist nominiert.
Palencar lebt mit seiner Frau und zwei Söhnen in Ohio.

## Auszeichnungen und Nominierungen
- 1999, 2000, 2001, 2007: Chesley Award
- 2001–2006, 2010: insgesamt sieben Nominierungen für den World Fantasy Award in der Kategorie Artist
- 2002–2015: insgesamt 15 Nominierungen für den Locus Award in der Kategorie Artist
- 2007: Nominierung für den Hugo Award in der Kategorie Professional Artist
- 2008: Spectrum Award
- 2010: Hamilton King Award der Society of Illustrators